# HD 125595
HD 125595 är en ensam stjärna belägen i den norra delen av stjärnbilden Kentauren. Den har en skenbar magnitud av ca 9,03 och kräver åtminstone ett mindre teleskop för att kunna observeras. Baserat på parallaxmätning inom Hipparcosuppdraget på ca 35,8 mas, beräknas den befinna sig på ett avstånd på ca 91 ljusår (ca 28 parsek) från solen. Den rör sig bort från solen med en heliocentrisk radialhastighet på ca 3 km/s.

## Egenskaper
HD 125595 är en orange till gul stjärna i huvudserien av spektralklass K4 V. Den har en massa som är ca 0,8 solmassor, en radie som är ca 0,6 solradier och har omkring en fjärdedel av solens utstrålning av energi från dess fotosfär vid en effektiv temperatur av ca 4 700 K.

## Planetsystem
År 2009 upptäcktes en gasjätteplanet i omloppsbana kring stjärnan. Exoplaneten HD 125595 b har en massa som är minst 14 gånger jordens massa och har en omloppsperiod av 9 dygn och 16 timmar.
| Planet | Massa     | Halv storaxel (AE) | Siderisk omloppstid (d) | Excentricitet | Inklination | Radie |
| ------ | --------- | ------------------ | ----------------------- | ------------- | ----------- | ----- |
| b      | ≥0,045 MJ | 0,0809 ± 0,0014    | 9,6737 ± 0,0039         | 0             | -           | -     |